# Corsier

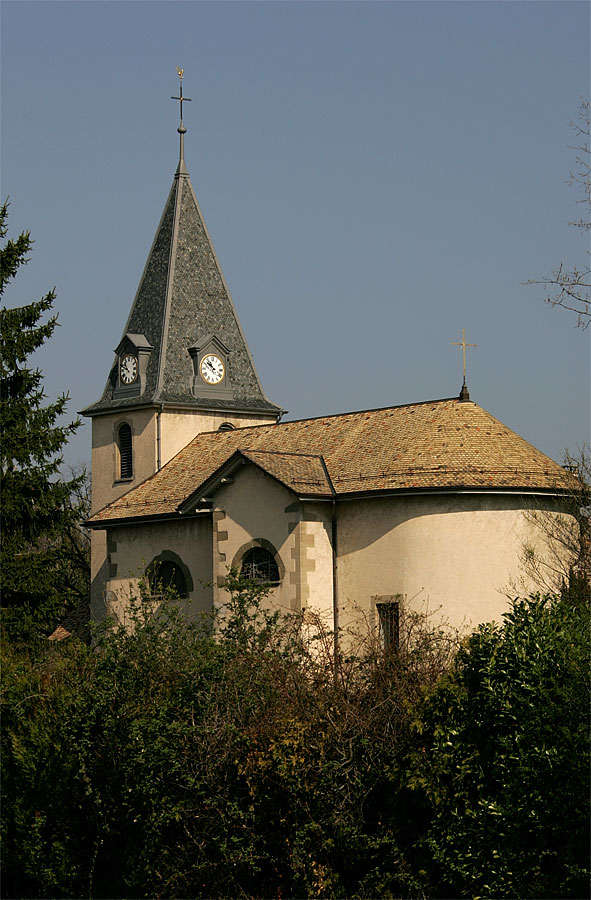
Giáo đường Corsier

Corsier là một đô thị thuộc bang Genève, Thụy Sĩ. Đô thị Corsier có diện tích 2,71  km², dân số năm 2007 là 1729 người. Đến năm 2022, dân số tại đây là 2267 người.